# بشير هاني أبو عاصي
بشير هاني أبو عاصي (من مواليد 23 فبراير 1948) هو مصارع  لبناني. شارك في الألعاب الأولمبية الصيفية 1972. 

## روابط خارجية
- بشير هاني أبو عاصي على موقع أوليمبيديا (الإنجليزية)